# 马姬 (明武宗)
马姬，姓馬，名不詳。馬昂之妹，明朝明武宗朱厚照的寵姬。有學者認為她是漠西蒙古，即瓦剌地方的回回。

## 生平
正德十一年二月十九日，傳旨晉升後軍都督府都督僉事馬昂為右都督。正德十一年三月初一日，六科都給事中呂經等人上奏，說近日傳聞閒住將官馬昂向武宗進獻其懷有身孕的妹妹，「輒見狎愛」，起初以為只是謠言，但見馬昂被超授為右都督之後，便感到惶恐、不知所措，因為馬昂驕橫貪婪，曾多次被彈劾、罷官閒置，如今未經正規舉薦就被超擢，其妹入宮之傳聞或者不是謠言。他們指出武宗若為皇儲打算，就應廣選世家女子充當妃嬪，而不應留下這種禍水，況且聽聞馬昂及其子弟出入宮禁時，肆無忌憚，應對左右毫無臣禮，還結黨營私、培植羽翼。呂經等人又指出小人貪欲無厭，若不及早治理，將後悔莫及，請求武宗公開誅殺馬昂，並且驅逐其妹，或可挽回天變、平息民議。此外，十三道御史張淮等人說唐朝楊國忠之寵終釀大禍，馬昂死不足惜，但武宗因親近小人而埋下隱患，實為可惜，昔日漢成帝封太后王政君之弟為侯時黃霧四起，而馬昂拜官之日亦出現異象，天意顯明，請求武宗將馬昂交法司治罪。除此之外，御史徐文華等也說中等人家都羞於納再嫁的婦人，武宗卻納這種女子，於心不安，說出去道理講不通，傳於後世可恥，因此進獻馬氏給武宗之人當被滅族。徐文華等猜想惑亂武宗的人可能曾說：『是姬殊色，多技能，而甚宜子。』武宗誤信這好聽的說話，寵幸馬氏，不論已婚未婚、有孕無孕，都不計較，但是若然防範有疏漏，像呂不韋、李園之徒乘隙進獻，後果豈是小事？如今馬昂的兄弟、子侄經常出入宮禁，武宗降低身份跟他們混在一起，共坐同臥，賞賜無度，讓這些人權勢炙手可熱，即使是皇帝親近的大臣也對其禮讓，沒有人有膽抗衡。徐文華等批評馬昂貪淫暴橫，惡名遠播，卻因內寵越級升為都督，不僅損害公平嚴明的政令，亦會破壞祖宗的法度；而馬姬「專幸於內」，馬昂等人在外擅作威福，一旦禍患暗中發動，恐怕會無可救藥，請求武宗盡早賜死馬昂。然而，以上奏疏皆未獲批覆。
正德十一年九月二十八日，後軍都督府右都督馬昂被罷免，《實錄》提到馬昂之妹容貌美艷，本已嫁給畢指揮並有孕，但江彬仍進獻此女。武宗命宦官將馬氏召至豹房，她因「善騎射、解胡樂、達語」而得到寵幸。馬氏一門，不論老幼，皆獲賜蟒衣，連內廷的大宦官都稱呼馬昂為「舅」，其聲勢顯赫，震動京師。馬昂居住於武宗賞賜給他的太平倉東宅第，有次武宗帶騎兵經過，飲酒至醉，想召喚馬昂之妾侍奉，怎料馬昂竟敢違抗聖旨，令武宗怒而離去。其後，馬昂感到懼怕，便稱病辭官歸鄉，其妹馬氏亦開始失寵。
嘉靖元年三月二十六日，《實錄》提起最初陜西總兵馬昂因事被革職，結交太監張忠，希圖復職。馬昂想將已嫁給指揮畢春並懷有身孕的妹妹，通過張忠獻給武宗，於是分守陽和太監許全帶領馬昂之弟馬炅、馬昶與馬昊到畢春家，強行奪取馬氏進獻。馬昂因此深受寵幸，傳旨升為右都督，近侍皆稱他為「馬舅」，馬昶、馬炅兄弟也被召入朝廷，賜蟒服。馬昂又進獻其美妾杜氏，馬炅因此升為都指揮、儀真守備，其後又買四名美女進獻豹房以謝恩。明世宗即位後，下令釋放諸女，歸還其家，並逮捕治罪馬炅等人。法司奏報馬炅之罪時，奉旨免死，發配廣西南丹衛充軍。